# Sophie Bukovec
Sophie Bukovec (Toronto, 22 september 1995) is een Canades beachvolleyballer. Ze won een zilveren medaille bij de wereldkampioenschappen en nam eenmaal deel aan de Olympische Spelen.

## Carrière
In 2012 nam Bukovec met Julie Longman deel aan de wereldkampioenschappen onder 19 in Larnaca en onder 21 in Halifax en debuteerde ze in Bangsaen aan de zijde van Victoria Altomare in de FIVB World Tour. In 2013 deed ze met Alexandra Woolley mee aan de WK onder 21 in Umag en met Tiadora Miric aan de WK onder 19 in Porto. Het jaar daarop won ze met Miric de wereldtitel onder 21 in Larnaca door Ieva Dumbauskaitė en Monika Povilaitytė in de finale te verslaan. Bij de WK onder 23 in Mysłowice kwamen ze niet verder dan een negende plaats. Gedurende haar studententijd speelde Bukovec in de zaal voor achtereenvolgens McMaster University in Canada en California State University - Long Beach in de Verenigde Staten. Vervolgens legde ze zich bij de University of Southern California weer toe op het beachvolleybal. In 2017 speelde Bukovec met Jamie Lynn Broder en Amanda Harnett elk een wedstrijd in de World Tour. Het daaropvolgende seizoen vormde ze een team met Julie Gordon. Het tweetal nam deel aan elf internationale toernooien en kwam daarbij tot drie zeventiende plaatsen. Het jaar daarop partnerde ze met Taylor Pischke met wie ze aan zes toernooien in de World Tour meedeed. Ze behaalden onder meer een vierde plaats in Aydin en een vijfde plaats in Baden. In 2021 eindigde ze met Camille Saxton als tweede bij het FIVB-toernooi van Sofia.
In 2022 vormde Bukovec een team met Brandie Wilkerson. Het duo deed dat jaar mee aan zes toernooien in de Beach Pro Tour – de opvolger van de World Tour. Ze kwamen daarbij tot drie vijfde plaatsen (Itapema, Gstaad en Hamburg). In Rome werden ze vice-wereldkampioen achter het Braziliaanse tweetal Eduarda Santos en Ana Patrícia Silva. Met Sarah Pavan nam ze in januari 2023 deel aan Finals in Doha en speelde ze in het voorjaar op twee Elite16-toernooien in het seizoen 2023. Vanaf juli 2023 vormt ze een team met Heather Bansley. Ze deden dat jaar nog mee aan zes toernooien. Ze wonnen het Future-toernooi van Halifax en bereikten de kwartfinales van het Challenge-toernooi in Haikou. Het jaar daarop kwamen ze op tien toernooien in de Beach Pro Tour in actie. Ze behaalden daarbij een tweede (Recife), een derde (Guadalajara), een vierde (Stare Jabłonki) en een vijfde plaats (Saquarema). Via het continentale kwalificatietoernooi plaatsten Bukovec en Bansley zich voor de Olympische Spelen in Parijs. Na drie nederlagen strandde het duo daar in de groepsfase.

## Palmares
Kampioenschappen
- 2014:  WK U21
- 2022:  WK

FIVB World Tour
- 2021:  1* Sofia

Beach Pro Tour
- 2023:  Halifax Future
- 2024:  Recife Challenge
- 2024:  Guadalajara Challenge